# Jauernick-Buschbach
Jauernick-Buschbach (obersorbisch Jawernik-Nechow) ist ein Ortsteil der sächsischen Gemeinde Markersdorf im Landkreis Görlitz.

## Geografie

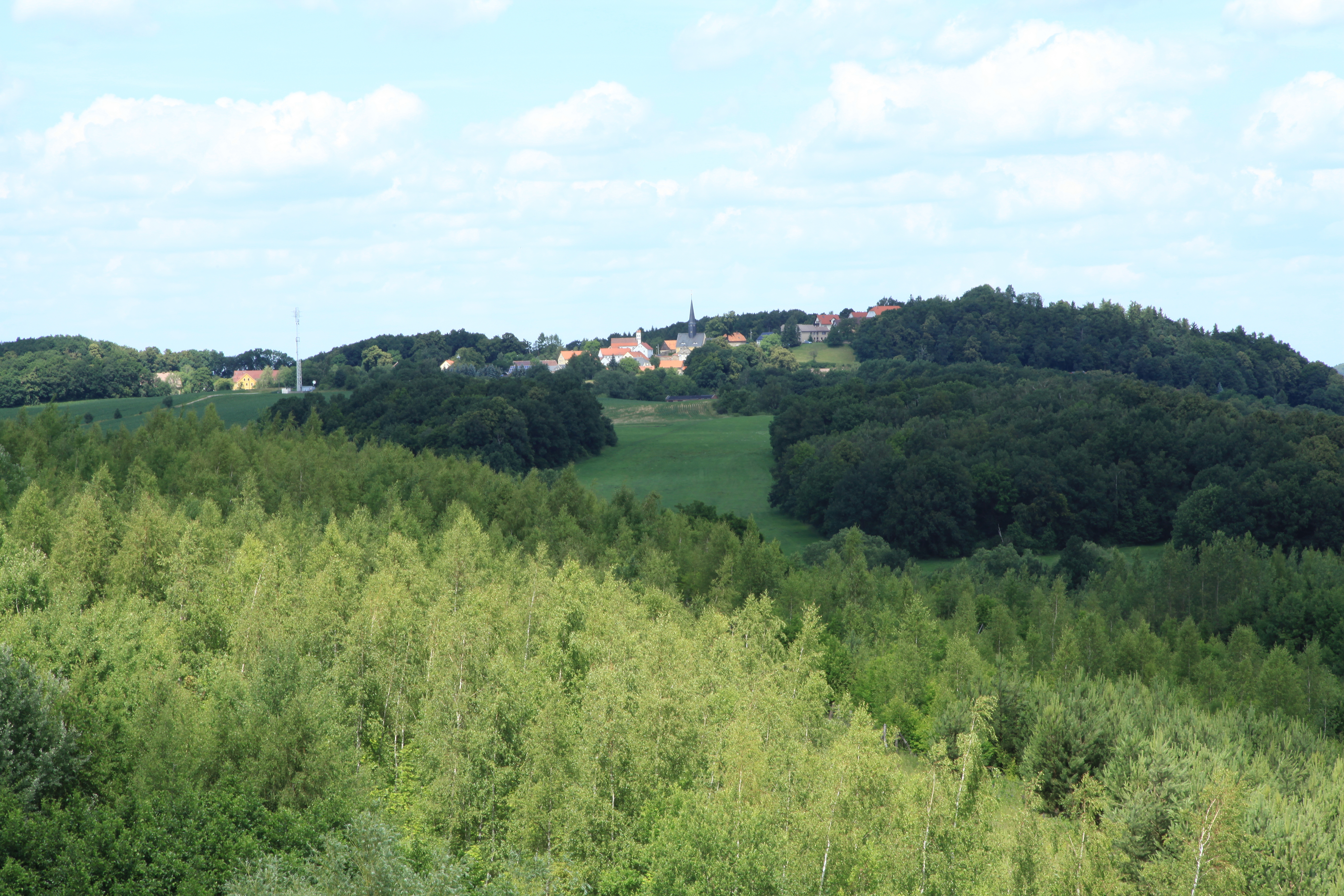
Blick vom Aussichtsturm Neuberzdorfer Höhe auf Jauernick

Jauernick-Buschbach liegt etwa sechs Kilometer südöstlich von Markersdorf in der Oberlausitz. Der Ort liegt am Berzdorfer See, der sich im Südosten erstreckt. Jauernick-Buschbach ist mit dem westlich liegenden Friedersdorf der südlichste Ortsteil Markersdorfs. Die Staatsstraße 111 verläuft nördlich des Ortes in Richtung Friedersdorf und Görlitz. Im Westen des Ortes befindet sich der Schwarze Berg.

### Nachbarorte
| Gersdorf         | Pfaffendorf                                 | Klein Neundorf |
| Friedersdorf     | Kompassrose, die auf Nachbargemeinden zeigt |                |
| Schönau-Berzdorf |                                             | Tauchritz      |

## Geschichte
Jauernick-Buschbach wurde 1936 aus Jauernick und dem Ort Niecha gebildet, der in diesem Zuge im Rahmen der nationalsozialistischen Germanisierung sorbischstämmiger Ortsnamen in „Buschbach“ umbenannt wurde. Die neue Gemeinde gehörte zum Landkreis Görlitz. 1947 wurde der Ort Teil des Kreises Weißwasser-Görlitz und 1952 des Kreises Görlitz. Seine Eigenständigkeit verlor Jauernick-Buschbach im Jahr 1994 durch die Eingemeindung nach Markersdorf. Der Landkreis Görlitz ging im selben Jahr in den Niederschlesischen Oberlausitzkreis über, der zum 1. August 2008 durch die Kreisreform Sachsen 2008 zum neuen Landkreis Görlitz kam.
Am westlichen Hang des „Schwarzer Berg“ wurde ab Ende der 1930er Jahre ein Segelfluggelände des NSFK betrieben. Hier wurden Mitglieder der Flieger-HJ z. B. aus Görlitz und Weißwasser auf Schulgleitern ausgebildet, um die ersten Segelflugscheine zu erwerben. Die Ausbildung wurde mit dem Kriegsende eingestellt.

### Entwicklung der Einwohnerzahl
| Jahr | Einwohnerzahl |
| ---- | ------------- |
| 1939 | 481           |
| 1946 | 726           |
| 1950 | 664           |
| 1964 | 513           |
| 1990 | 436           |

| Jahr | Einwohnerzahl |
| ---- | ------------- |
| 1994 | 447           |
| 2000 | 513           |
| 2002 | 499           |
| 2004 | 484           |
| 2005 | 471           |

| Jahr | Einwohnerzahl |
| ---- | ------------- |
| 2006 | 445           |
| 2007 | 440           |
| 2008 | 434           |
| 2009 | 418           |

## Religion
Die 1443 geweihte Stiftskirche St. Wenzeslaus in Jauernick ist die älteste Kirche im katholischen Bistum Görlitz. Sie ist heute die einzige katholische Kirche in der Gemeinde Markersdorf und eine Filialkirche der Pfarrei St. Wenzel mit Sitz in Görlitz. Das Bistum unterhält in Jauernick das Bildungshaus „Sankt-Wenzeslaus-Stift“.
Die evangelische Bergkapelle in Jauernick ist der Versöhnungskirchengemeinde Görlitz im Kirchenkreis Schlesische Oberlausitz der Evangelischen Kirche Berlin-Brandenburg-schlesische Oberlausitz zugeordnet.